# Santa Ursula Schule
Die Santa Ursula Schule oder Sekolah Menengah Katolik Santa Ursula ist eine private katholische Mädchenschule in Jakarta und einer Zweigstelle in BSD City. Die Schule wurde im Jahr 1859 als Ursulinenkloster gegründet und liegt auf die  in Zentral-Jakarta neben dem Hauptpostamt und der Kathedrale von Jakarta.

## Geschichte
Ausgehend von einer Einladung durch den niederländischen Bischoff Pierre Vrancken, der sich um die Situation der jungen Leute auf Java sorgte, machten sich im September 1855 sieben Ursulinen ins damalige Batavia auf, um dort pädagogische Arbeiten aufzunehmen. Auf dem Segelschiff Hermann erreichten sie im Februar 1956 die Stadt und wurden von P. Vrancken in Empfang gekommen. Die Ursulinen waren damit die erste von vielen Gruppen katholischer Schwestern, die in Niederländisch-Indien Fuß fassten. In der heutigen Juandastraße im Zentrum der Hauptstadt liesen sich die Schwestern nieder, gründet das Ursulinen Klooster und begannen mit ihrer Arbeit, der Ausbildung junger Menschen, insbesondere Frauen, in der damaligen Kolonie.

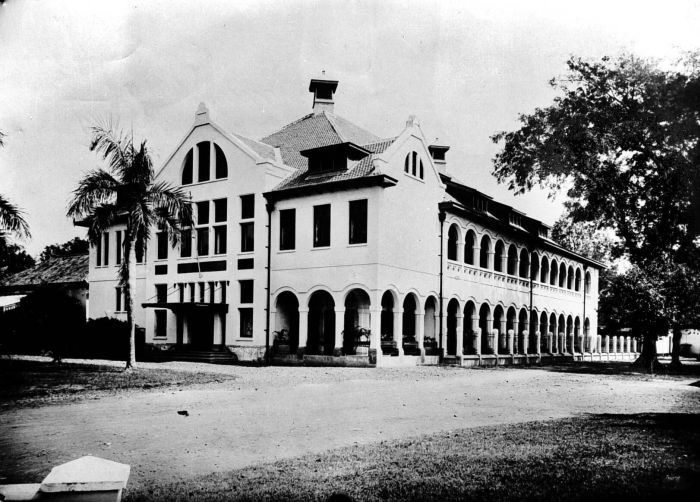
Das Groot Klooster in Batavia

Aufgrund des vermehrten Eintreffens neuer Ordensschwestern, konnten auch mehr Schülerinnen aufgenommen werden. Zu diesem Zwecke wurde die Institution im Jahr 1859 um ein Wohnheim erweitert, das später in die Poststraße umzog, der heutigen Lage der Schule. Das Ursprungsgebäude nannte man Groot Kloster und das neu errichtete Wohnheim neben dem Postamt Klein Klooster.  Auch diese Gebäude wurden zusehends zu klein, da der Bedarf nach Bildung von Kindern weiter zunahm. Aus diesem Grund wurde die Schule weiter vergrößert, bis 1889 der Erweiterungsbau des Klosters, der Kapelle, der Schule und des Wohnheims abgeschlossen war. 1906 wurde als Vorläufer der heutigen Schule die Prinzessin-Juliana-Schule gegründet. In den Jahren 1931–1932 erhielt die Schule eine nationale Lizenz. Nach der Unabhängigkeit Indonesiens wurde die Schule als St. Ursula Schule bekannt.

## Lehrangebot
Die Santa Ursula Schule reicht von einem Kindergarten, über die Grund- und Mittelschule bis zu Oberschule.

### Fremdsprachen
Die Schule bietet neben dem verpflichtenden Fach Englisch sechs weitere Fremdsprachen als Wahlpflichtfächer an: Deutsch, Japanisch, Chinesisch, Niederländisch und Koreanisch.

### Deutsch als Fremdsprache
Santa Ursula Jakarta ist eine von 29 PASCH-Schulen in Indonesien. PASCH steht für die Initiative Schulen: Partner der Zukunft. Die Initiative wird vom Auswärtigen Amt koordiniert und gemeinsam mit der Zentralstelle für Auslandsschulwesen, dem DAAD, dem Goethe-Institut und dem Pädagogischen Austauschdienst umgesetzt. Die Schule bietet intensiven und regulären Deutschunterricht für alle Schülerinnen an, nicht nur im sprachlichen Zweig, sondern auch im naturwissenschaftlichen und sozialen Zweig.

### Wahlfächer
Es wird eine breite Palette an Wahlfächern angeboten, darunter auch Fächer in indonesische Kultur, unter anderem Gamelan, Angklung, Kolintang, Chor, Kochen, Design, Photographie, Cinematographie.

## Bekannte ehemalige Schülerinnen
- Meutia Hatta Swasono, ehemalige Ministerin und Tochter von Mohammad Hatta
- Nurmala Kartini Sjahrir, Anthropologin und ehemalige Botschafterin Indonesiens
- Marie Antoinette Riana Graharani, indonesische Magierin